# Mamouka Mamoulachvili
Mamouka Mamoulachvili (géorgien : მამუკა (უშანგი) მამულაშვილი, ukrainien : Мамука Мамулашвілі), dit Ouchangui (მამუკა (უშანგი) მამულაშვილი, Ушангі), né le 22 avril 1978 à Tbilissi en RSS de Géorgie, est un chef d'unité paramilitaire géorgienne qui commande actuellement la Légion géorgienne.

## Biographie

### Jeunesse
Mamouka Mamoulachvili est né le 22 avril 1978 à Tbilissi, la capitale de l'ancienne République socialiste soviétique de Géorgie en Union soviétique. Son père, Zourab Mamoulachvili, était un officier militaire géorgien.

### Guerre d'Abkhazie
Mamoulachvili combat pour la Géorgie pendant la guerre d'Abkhazie (1992-1993) à l'âge de 14 ans, aux côtés de son père. Mamoulachvili se rappellera plus tard : « Ma première guerre a eu lieu dans les années 1990, en Abkhazie ». Pendant la guerre, il est capturé par les forces abkhazes et détenu pendant trois mois avant d'être libéré.

### Première guerre tchétchène
Mamoulachvili combat en tant que volontaire étranger contre les forces russes lors de la première guerre de Tchétchénie (1994-1996).

### Retour en Géorgie
Après la première guerre de Tchétchénie, il rejoint Paris pour terminer ses études. Il retourne ensuite en Géorgie et sert comme conseiller militaire principal du président géorgien Mikheil Saakachvili.
Mamoulachvili combat pour la Géorgie lors de la guerre russo-géorgienne de 2008.

### Guerre russo-ukrainienne
Mamoulachvili déménage en Ukraine en 2013 afin de soutenir l'Euromaïdan.

#### Légion géorgienne
En 2014, il est l'un des membres fondateurs de la Légion géorgienne et la dirige actuellement contre l'invasion russe de 2022,. Il participe notamment à la bataille de l'aéroport d'Hostomel.
En avril 2022, Mamoulachvili déclare dans une interview sur YouTube que la Légion géorgienne ne fera pas de quartier face aux prisonniers de guerre russes en réponse au massacre de Boutcha.
Mamoulachvili soutient une zone d'exclusion aérienne à placer au-dessus de l'Ukraine, ce qui, selon lui, est nécessaire pour empêcher les frappes aériennes russes.

#### Accusations pénales en Russie
En septembre 2023, huit poursuites pénales sont engagées contre Mamoulachvili en Russie. Les accusations portées contre lui incluent le recrutement de combattants mercenaires, l'incitation à la haine ethnique et autres.

#### Accusation de complot en Géorgie
Le 18 septembre 2023, le Service de sécurité d'État de Géorgie l'accuse lui et ses partisans d'avoir comploté avec le gouvernement ukrainien et des volontaires géorgiens en Ukraine pour planifier un coup d'État contre le gouvernement géorgien.

#### Condamnation par contumace
En février 2024, un tribunal de Moscou a condamné Mamouka Mamoulachvili par contumace pour recrutement de combattants mercenaires et incitation à la haine ethnique. Il est actuellement recherché par les autorités russes.

## Décorations
- Ordre du 3e degré de Vakhtang Gorgasali (1992)
- Ordre du héros national d'Ukraine
- Ordre « pour le Courage »
- Croix Ivan Mazepa
- Médaille « Pour le sacrifice et l'amour pour l'Ukraine »